# Halil Jaçellari
Halil Jaçellari (ur. 14 lipca 1940 w Lushnji, zm. 23 października 2009 w Rzymie) – albański prozaik, poeta i publicysta. Jego twórczość została doceniona przez Dritëra Agolliego oraz Ismaila Kadare.

## Życiorys
Ukończył szkołę średnią w Lushnji; podczas nauki rozpoczął karierę pisarską, swoje pierwsze utwory publikował w czasopismach literackich Nëntori, Rinia i Drita.
17 lutego 1991 roku czasopismo Republika opublikowało list autorstwa Halila Jaçellariego do I Sekretarza Albańskiej Partii Pracy Ramiza Alii; treść listu zawierała ostrą krytykę władz komunistycznych, w tym poprzednika Alii, Envera Hoxhy. Po upadku komunizmu pracował jako dyrektor biblioteki w swoim rodzinnym mieście, jednocześnie wydawał oraz przez prawie 10 lat kierował lokalnym tygodnikiem Hapsire Mendimi. Od 1995 do przejścia na emeryturę w 2002 roku pełnił funkcję dyrektora Muzeum Historycznego w Lushnji.
W 2007 roku przeniósł się do Włoch w celu leczenia nowotworu; zmarł wieczorem 23 października 2009 roku w Rzymie. Został pochowany w rodzinnym mieście.
Należał do prezydium Ligi Pisarzy Albanii, był przewodniczącym jej struktur w Lushnji. Poza ojczystym językiem albańskim władał językami angielskim, włoskim i francuskim.

## Utwory[1][2]
- Mirë mëngjes njerëz (1976)
- Hapat e tij (1978)
- Nesër është e djelë (1988)
- Nuk është kjo dashuria (1996)
- Nesër është e djelë (1998)
- Tregime (2002)
- Sezoni pa dasma (2005)
- Humnera e mëdyshjes (2009)

## Życie prywatne
W 1968 roku poślubił Afërditę Hasanbelli. Miał dwóch synów, w tym aktora Ilira.